# El Moro de Cumpas
El Moro de Cumpas (Municipio de Imuris, Cocóspera, 1948-Sonora, 1973) fue un caballo de carreras mexicano cuyos dueños fueron Flor Ordoñez Monge y Mercedes Alcadia, y quien lo montaba era Manuel Martínez. Se convirtió en un personaje de la cultura popular de México, siendo rememorado con un corrido a su nombre que ha sido interpretado por diversos artistas. Años después, se filmó una película en su memoria, e incluso se le editó un libro en torno a sus hazañas deportivas. 

## Biografía y carrera

### 1948-1951: primeros años
El Moro de Cumpas nació en 1948, en el rancho «El Portón», propiedad de Mercedes Alcaide y Manuel Martínez, presidente de la Asociación Ganadera Local en el municipio de Imuris, en el Valle de Cocóspera, cerca de la carretera Federal 2 en el tramo Imuris - Cananea, hijo de un garañón que perteneció al general Pancho Villa y de una yegua mora criolla del mismo rancho. Al nacer, el potrillo fue bautizado como El Palomino de Villa y fue herrado bajo la marca No. 0452, autorizada por el Gobierno del estado de Sonora el 19 de julio de 1947.

### 1951-1957: entrenamiento y primeras carreras
En 1951, Gilberto Martínez Alcaide, hijo de Mercedes y Manuel, vendió al Sr. Florencio Frisby Trejo, un ex minero de Texas, buscador de cobre, y posterior criador de ganado en Cumpas, el «Palomino de Villa» a la edad de un año y medio aproximadamente con el fin de usarlo como semental para caballos de «carreras de cuarto de milla». Luego Florencio cambió el palomino a su hijo, Pedro Frisby (casado con María Dolores Durán Meza, con la que tuvo  8 hijos), quien también era ganadero de profesión, por otro semental. 
En 1956, Pedro Frisby del rancho Tres Nogales de Cumpas, jugó una carrera parejera con un caballo de Jécori una localidad del municipio de Cumpas, de René Vásquez, misma que perdió. El Sr. Vásquez quedó en darle la revancha con un moro, originario de Jécori, conocido como «El Moro de Jecori». Durante este tiempo el palomino cumplía con su labor como semental, pero al momento de amansarlo, Don «Chanon» Leyva descubrió que el moro tenía aptitudes para ser caballo de carreras. A pesar de ser un ejemplar bajo de estatura pero largo, Don Chanon le aconsejó al Sr. Frisby que le jugará la carrera de revancha al Sr. Vásquez al cual ya le pusieron el nombre de «El Moro de Cumpas». De esa manera se pactó la carrera de «Los Moros» entre El Moro de Jécori y El Moro de Cumpas para año nuevo del 1957.
El Moro de Cumpas resultó ligero, según los conocedores, pues contaba con una impresionante velocidad y su fuerte era correr los 200 metros, logrando ganarle al de Jécori. La velocidad que mostró El Moro en su primera carrera ante El Moro de Jécori lo llevó a ser considerado como el principal contrincante del estimado y reconocido «Relámpago de Agua Prieta».
Por ello se tomó la decisión de llevar al moro a competir a la ciudad de Agua Prieta en donde rápidamente se convirtió en favorito de muchos aficionados. Pedro Cruz de origen cumpense, quien era entrenador y cuidador de caballos, se hizo cargo del Moro. Se lo llevó a Agua Prieta para entrenarlo y conseguirle carreras.

### 1957: consagración
Pedro Cruz pide autorización a Pedro Frisby para jugar una carrera entre triunfadores quedando asentada para el domingo en la mañana del 17 de marzo de 1957 cuando el Moro tenía 9 años, en la ciudad de Agua Prieta, una carrera de 400 metros entre el Zaino de Agua Prieta de Rafael Romero, y «El Moro de Cumpas», dos caballos de primera. 
La carrera fue promovida en los periódicos locales, y en los pueblos vecinos por lo que atrajo gran atención entre los pueblos vecinos, todos querían ver al Moro que cautivó el cariño de multitudes. Las apuestas no se hicieron esperar, se apostaba y se tapaban las apuestas en Agua Prieta, con todo lo que tenían principalmente dinero, caballos, vacas, gallinas y automóviles principalmente en el café y centro «Cabañas Tecate», que luego pasó a ser el «Copacabana Club», propiedad de Rafael Romero, dueño del Zaino, y promovido por el mesero Héctor «El Negro» Bonilla y hasta se comentaba que el día de la afamada y esperada carrera era «el día del juicio», como decía Ramón Quijada.
El taste para la carrera estaba instalado en lo que hoy es la calle 4 entre las avenidas 17 a la 20 y corrieron de poniente a oriente. Al fin se llegó el día, un día frío, el día de San Patricio, desde las primeras horas se podía percibir la algarabía misma que llegó hasta el taste en forma de fiesta popular.
El jinete que lo corrió en la icónica carrera, sobre el Moro fue «Chendo» Valenzuela, quien era un vaquero del rancho Tres Nogales, propiedad de la familia Frisby en Cumpas, mientras que Trinidad «Trini» Ramírez, montó al Relámpago.
Como a las 4 de la tarde, Silverio Noriega de Teonadepa dio, «el Santiago» o la salida o como se decía en ese entones y al tronido de las puertas El Moro mostró su gran velocidad tomando la delantera, pero nadie pensó que El Moro perdería esa gran ventaja, sin embargo, arriba de medio taste el Moro se quedó atrás y la derrota del ejemplar de Cumpas se consumó, ya que el zaino lo alcanzó y lo pasó, ganando con dos cuerpos de ventaja. Algunos dijeron que el corredor del Moro se vendió y otros que el caballo se acabó en esa distancia tan larga. Después de la carrera hubo muchos alegatos como en muchas de ellas, sin embargo, todas las apuestas se pagaron sin problema y la fiesta continuó.

### 1957-1973: vida posterior
El día siguiente el periódico de la ciudad El Sol a ocho columnas, anunciaba «Perdió el Moro de Cumpas». A pesar de la derrota, su fama y admiradores aumentó ya que a pesar de ser un caballo medio de estatura a comparación del Relámpago. Después de la afamada carrera del corrido, el Moro y el Zaino se volvieron a enfrentar en varias ocasiones, en las cuales el de Cumpas salió avante en dos ocasiones. En los siguientes años, dejó de correr y sólo asistía a eventos, calculándose que corrió alrededor de 14 carreras, de las cuales ganó 10 y perdió 4, pero ninguna volvió a ser tan famosa como la que tuvo contra el Zaino.
El Moro de Cumpas para muchos no sólo fue un caballo de carreras sino que se convirtió en un símbolo del pueblo, al que dio un sentimiento de orgullo. La fama del caballo llegó al grado de ser constantemente solicitado para exhibiciones y eventos de beneficencias, con el fin de hacerlos más atractivos y recaudar más fondos, tanto en Ciudad Obregón, como Hermosillo, Caborca y Ures donde el cantante Gilberto Valenzuela que ya cantaba el corrido del Moro de Cumpas, lo montó y cantó su corrido montado en él. El cariño hacia El Moro de Cumpas creció tanto que aquel que lo conocía también se consideraba dueño del bello ejemplar.

## Muerte
En febrero de 1973, después de varias complicaciones médicas, dejó de comer y terminó postrado. Esta situación llevó a sus dueños a aplicarle la eutanasia animal. Su muerte fue motivo de duelo y a su funeral asistió una gran cantidad de personas. Su cuerpo fue depositado en el bajío el Encino del Rancho «Tres Nogales», que actualmente se halla cercano a los 100 metros de la carretera federal 17 Cumpas – Nacozari.

## Legado
Después de 60 años la historia del Moro de Cumpas sigue ampliándose y traspasando fronteras, poniendo en el mapa de la historia a la pequeña población de Cumpas como ciudad y en el mapa del ámbito de las carreras de caballos.
El moro tuvo gran descendencia entre ellos una campeona nacional en rodeos en vuelta de barriles a los 13 años de edad que montó Natalí Martínez Orcí en 2015. Gilberto Martínez Orcí también montó en competencias a otro descendiente del moro en 2012. 

### Corrido
El corrido fue estrenado el mismo día de la carrera, en el baile organizado para ese día por Rafael Romero. Fue compuesto por el aguapretense y maestro de música de la escuela secundaria Leonardo «el Nano» Yáñez Romo, antes de la carrera, convencido de que iba ganar el moro, sin embargo, de inmediato cambió la letra de las últimas dos estrofas, por lo cual pidió disculpas. Es el único corrido en que el protagonista es el perdedor y donde el autor se menciona a sí mismo, en el corrido.
Al término de la carrera Rafael Romero le llamó a Pedro Infante quien era su compadre, para compartirle que su caballo había ganado y le cantaron la canción, mismo que prometió grabarla, pero al mes falleció. En esa misma disquera una vez que el corrido cayó en manos de Gilberto (Sahuaripa) Valenzuela y se lo llevó al Distrito Federal y se lo presentó a Rubén Fuentes, ex violinista del mariachi Vargas de Tecalitlán, quien le hizo arreglos y así lo cantó y lo hizo famoso en 1965 logrando vender dos millones de copias y con esa canción  brincó al estrellato y al Dueto Miseria con Pepe Jara.Después fue cantado por Antonio Aguilar, Chayito Valdez, Vicente Fernández  Lucha Villa, Diana Pérez y la original Banda Limón, los Huracanes del Norte, entre otros.
Una versión apócrifa del corrido que fue realizada a la memoria del general Arturo «El Negro» Durazo Moreno, quien era originario de Cumpas, y por su color de piel le decían también «El Moro de Cumpas»; en esa versión gana el Moro de Cumpas, misma que le fue cantada como despedida en su funeral. En una versión le cambian el nombre a Pedro Frisby por Pedro Fimbres.

### Otros homenajes
- Película: Una película fue filmada en 1977 en Baja California, en la que se recrea la historia del Moro de Cumpas, la cual fue protagonizada por Antonio Aguilar y dirigida por Mario Hernández.[8]

- Monumento: Un monumento al Moro de Cumpas fue construido junto al estadio de béisbol de la localidad.[9]

- Equipo de Beisbol: El equipo de béisbol «Los Moros de Cumpas», participan en la Liga de beisbol Sierra Baja de Sonora, de la cual han logrado ser campeón varias veces. También han logrado ser Campeón de Campeones de las ligas de los pueblos de Sonora.[10]

- El libro: María Frisby Durán, hija de Pedro Frisby dueño del Moro de Cumpas, escribió un libro El Moro de Cumpas, Historia de un caballo muy querido, y en él cuenta que su padre lo quería mucho y que era un caballo muy brilloso e inquieto.[5]

- El Moro Fest: Uno de los atractivos turísticos de Cumpas son las carreras y por varios años se ha realizado una carrera conmemorativa entre un moro y un zaino.[11]

- Tesis: Una tesis de la licenciatura en historia, por la Universidad Autónoma de Baja California titulada El Moro de Cumpas: Registro de la memoria colectiva en Baja California (2011), de Guillermo Estrada Cosío. (2011)[12]